# Microrreserva Alt de la Cava
Alt de la Cava  es una microrreserva de flora situada en  en el término municipal de Agres, Provincia de Alicante y tiene una superficie de 14,341 ha .

## Especies prioritarias
Campanula rotundifolia subsp. aitanica, Orchis tenera, Salvia blancoana subsp. mariolensis y Valeriana tuberosa. 

## Unidades de vegetación prioritarias
- Matorrales termomediterráneos y pre-estépicos, Armerio-Salvietum mariolensis (Código Natura 2000: 5330).
- Prados calcáreos cársticos o basófilos del Alysso-Sedion albi, Sileno secundiflorae-Tunicetum saxifragae (Código Natura 2000: 6110*).
- Formaciones herbosas secas seminaturales y facies de matorral, Teucrio pseudochamaepitys-Brachypodietum retusi (Código Natura 2000: 6220*).
- Desprendimientos rocosos mediterráneos occidentales, Resedetum valentinae, (Código Natura 2000: 8130).
- Pendientes rocosas calcícolas, Jasionetum foliosae (Código Natura 2000: 8210).
- Bosques mediterráneos de Taxus baccata (Código Natura 2000: 9580*).

## Limitaciones de uso
Las establecidas en la normativa reguladora del Parque natural de la Sierra de Mariola.
- Datos: Q5560828